# White Plains Township
White Plains Township är ett township i Liberia. Det ligger i Montserrado County, i den västra delen av landet, 21 km nordost om huvudstaden Monrovia.